# Gödöllő
Gödöllő (IPA: ˈgœˌdœlˑøː) es una ciudad (en húngaro: "város") en el condado de Pest, en Hungría. Forma parte del área metropolitana de Budapest, pues se encuentra a unos 32 kilómetros al noreste de Budapest.
En Gödöllő se localiza la Szent István Egyetem (Universidad de San Esteban), la principal institución educativa de agricultura de Hungría. El palacio de Gödöllő fue originalmente construido para la familia Grassalkovich. También fue utilizado como residencia de verano por Francisco José I de Austria y su esposa Isabel de Baviera.

## Ciudades hermanadas
La ciudad de Gödöllő está hermanada con:
- Giessen, Alemania
- Miercurea Ciuc, Rumanía
- Forssa, Finlandia
- Berehove, Ucrania
- Wageningen, Países Bajos
- Dunajská Streda, Eslovaquia
- Senta, Serbia
- Hillerød, Dinamarca
- Laxenburg, Austria
- Turnhout, Bélgica
- Żywiec, Polonia
- Aichach, Alemania
- Valdemoro, España
- Brandýs nad Labem-Stará Boleslav, República Checa
- Bogor, Indonesia

## Distritos de la ciudad

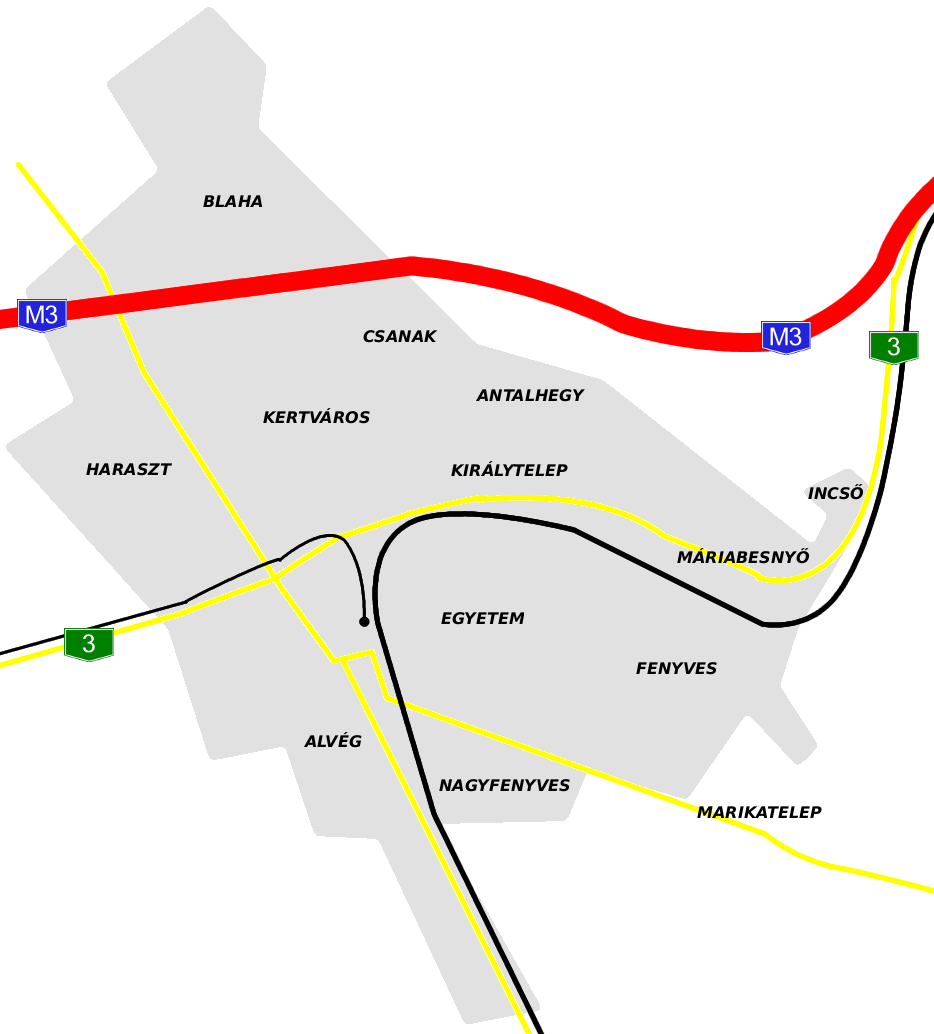
Distritos de Gödöllő

- Alvég (Extremo inferior)
- Blaha
- Egyetem (Universidad)
- Fenyves (Pinos)
- Haraszt (Helecho)
- Kertváros (Suburbio)
- Központ (Centro)
- Máriabesnyő